# Láchar
Láchar es una localidad y municipio español situado en la parte occidental de la comarca de la Vega de Granada, en la provincia de Granada, comunidad autónoma de Andalucía. Limita con los municipios de Fuente Vaqueros, Cijuela y Pinos Puente. Otras localidades cercanas son Romilla, Chauchina y Valderrubio. Cuenta con una población de 3826 habitantes (INE 2024). Por su término discurre el río Genil, próximo a la desembocadura del Cubillas.
El municipio lachareño es una de las treinta y cuatro entidades que componen el área metropolitana de Granada, y comprende los núcleos de población de Láchar —capital municipal— y Peñuelas.

## Toponimia
El origen del nombre de Láchar procede del vocablo árabe "al-Áchar" o "al-Hayar", que significa «alquería de piedra». Tiene por tanto una procedencia muy parecida al topónimo de Guadalajara, que viene de "Wad al-Hayara" («río de piedras»).
Anteriormente fue denominada Lacen por los romanos, entre otros pueblos. Según diversas fuentes, es probable que el asentamiento fenicio de Licon se situase en la zona de la actual Láchar.
Cabe señalar que en varias publicaciones posteriores a la Reconquista se le menciona como Alacha, La Lacha, e incluso en el Catastro de Ensenada aparece como Lachar y Las Piedras, hasta derivar finalmente en Láchar. El único gentilicio que se emplea es el de lachareño/a.
| Licon > Lacen > al-Áchar > La Lacha > Láchar |

## Símbolos

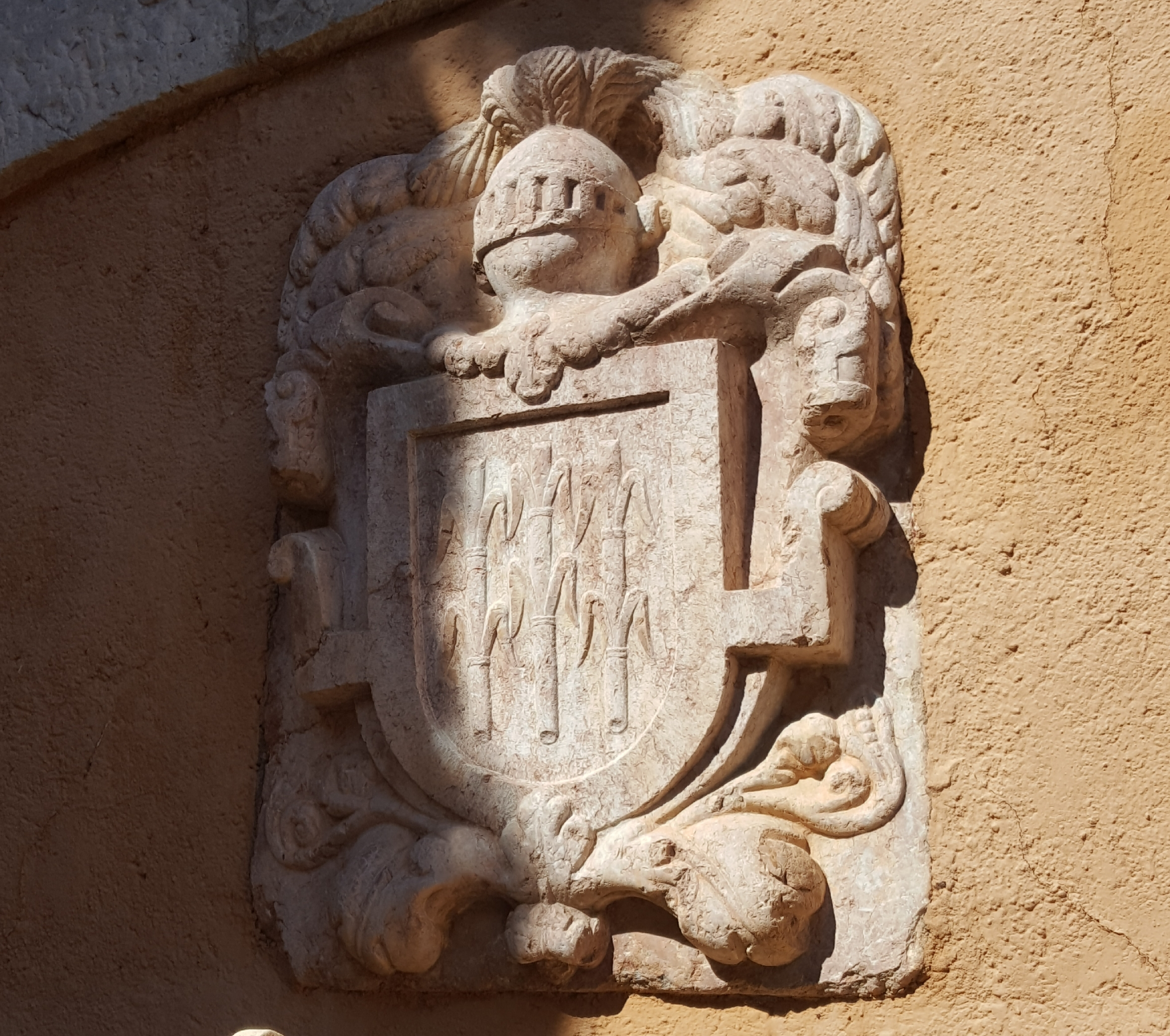
Escudo en piedra de los Cañaveral situado en el castillo de Láchar

El municipio de Láchar cuenta con un escudo y una bandera propios desde 2002, año en el que fueron aprobados en pleno por el ayuntamiento y desde el que se viene dando uso.
Sin embargo, estos símbolos actualmente no están oficializados conforme a la normativa autonómica que entró en vigor un año más tarde: la Ley 6/2003, de 9 de octubre, de Símbolos, tratamientos y registro de las Entidades Locales de Andalucía. Esta regula la adopción, modificación, rehabilitación, uso y protección de los escudos heráldicos y banderas de todas las entidades locales de la comunidad, y establece la obligatoriedad de inscribirlos en el registro que tiene la Consejería de Justicia, Administración Local y Función Pública de la Junta de Andalucía a efectos de darles presunción de legalidad y validez.
Al no haber sido nunca inscritos el escudo ni la bandera de Láchar en ese sitio, denominado Registro Andaluz de Entidades Locales (RAEELL), carecen de oficialidad, aunque esta circunstancia alegal no evita su uso generalizado por parte del consistorio, asociaciones, clubes deportivos del municipio y otras administraciones públicas.

### Escudo

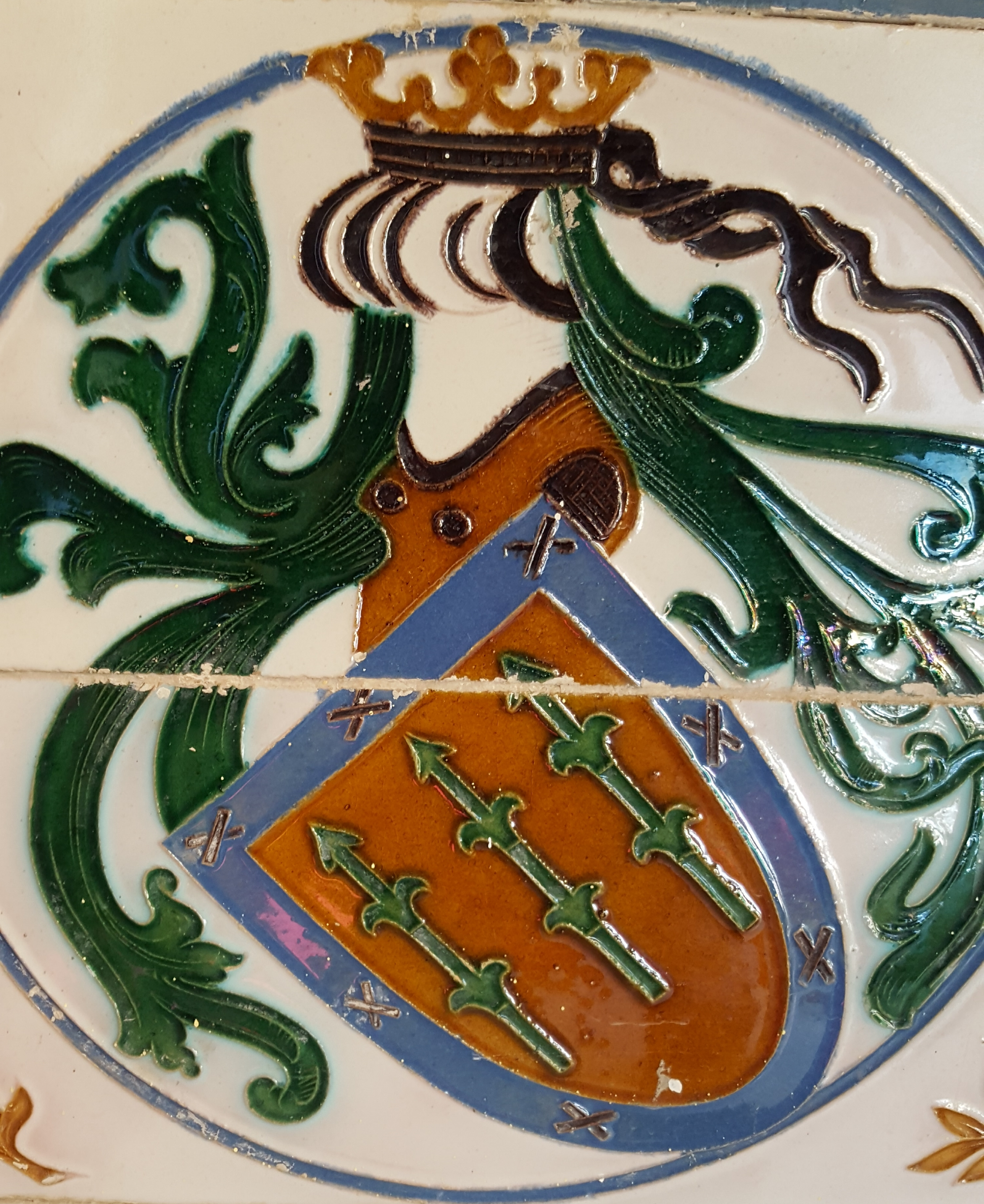
Escudo de los Cañaveral dibujado en diversos azulejos del castillo

El blasón que viene usando el municipio tiene la siguiente descripción:

Escudo partido. Primero, en campo de sinople (verde), un castillo en su color sobre ondas de plata (blanco) y azur (azul) y surmontado por un creciente de plata. Segundo, en campo de oro, tres cañas de sinople puestas en palo cargadas de mazorcas de maíz. Al timbre, corona real cerrada.

El castillo representa al de Láchar, sobre las ondas que hacen referencia al río Genil y con un creciente que simboliza la creación de la actual localidad en el periodo árabe. Mientras que el campo con las tres cañas representa a la familia Cañaveral, muy importante en su historia y cuyo símbolo está omnipresente por todo el castillo.

### Bandera

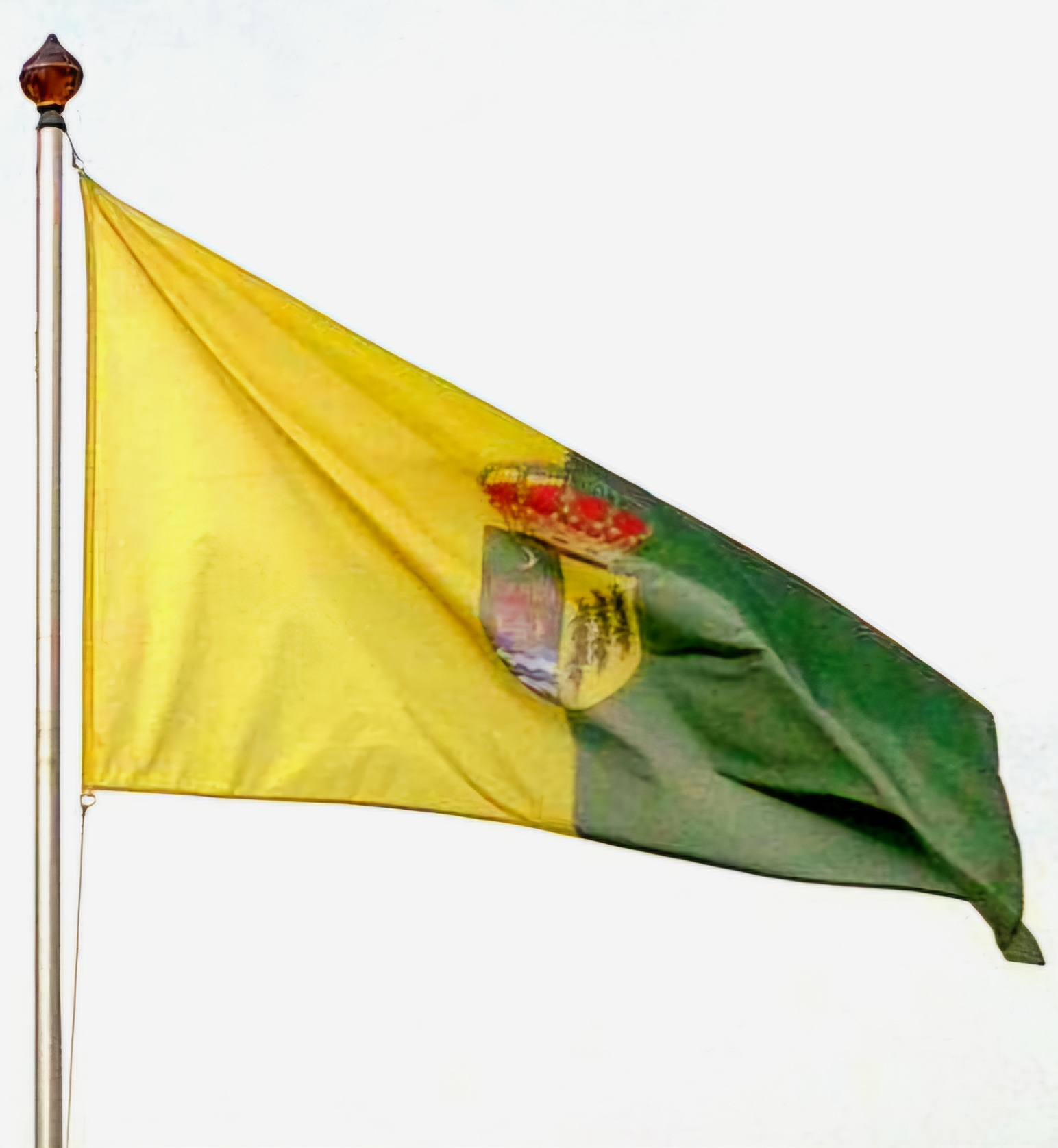
Bandera de Láchar situada en la puerta del ayuntamiento

La enseña que viene usando el municipio tiene la siguiente descripción:

Bandera rectangular de proporciones 2:3 formada por dos franjas verticales de igual tamaño, amarilla la del asta y verde la del batiente. En el centro del paño, el escudo municipal.

Se utilizan los colores de los campos del escudo, pero colocándolos en el sentido inverso para dar un mayor contraste. Está inspirada en la bandera de Granada, sustituyendo el rojo por el amarillo en el caso de Láchar. También los dos colores hacen alusión a la condición agrícola del municipio, con el verde del regadío y el amarillo del secano.

## Historia
Los primeros asentamientos humanos de los que se tienen constancia en la Vega de Granada datan del Neolítico; esta población eligió las tierras más fértiles para establecerse. Sucesivamente la Vega estuvo habitada por túrdulos, fenicios, cartagineses y romanos. Por su situación elevada y próxima al río Genil, albergó a algunos de estos pueblos.

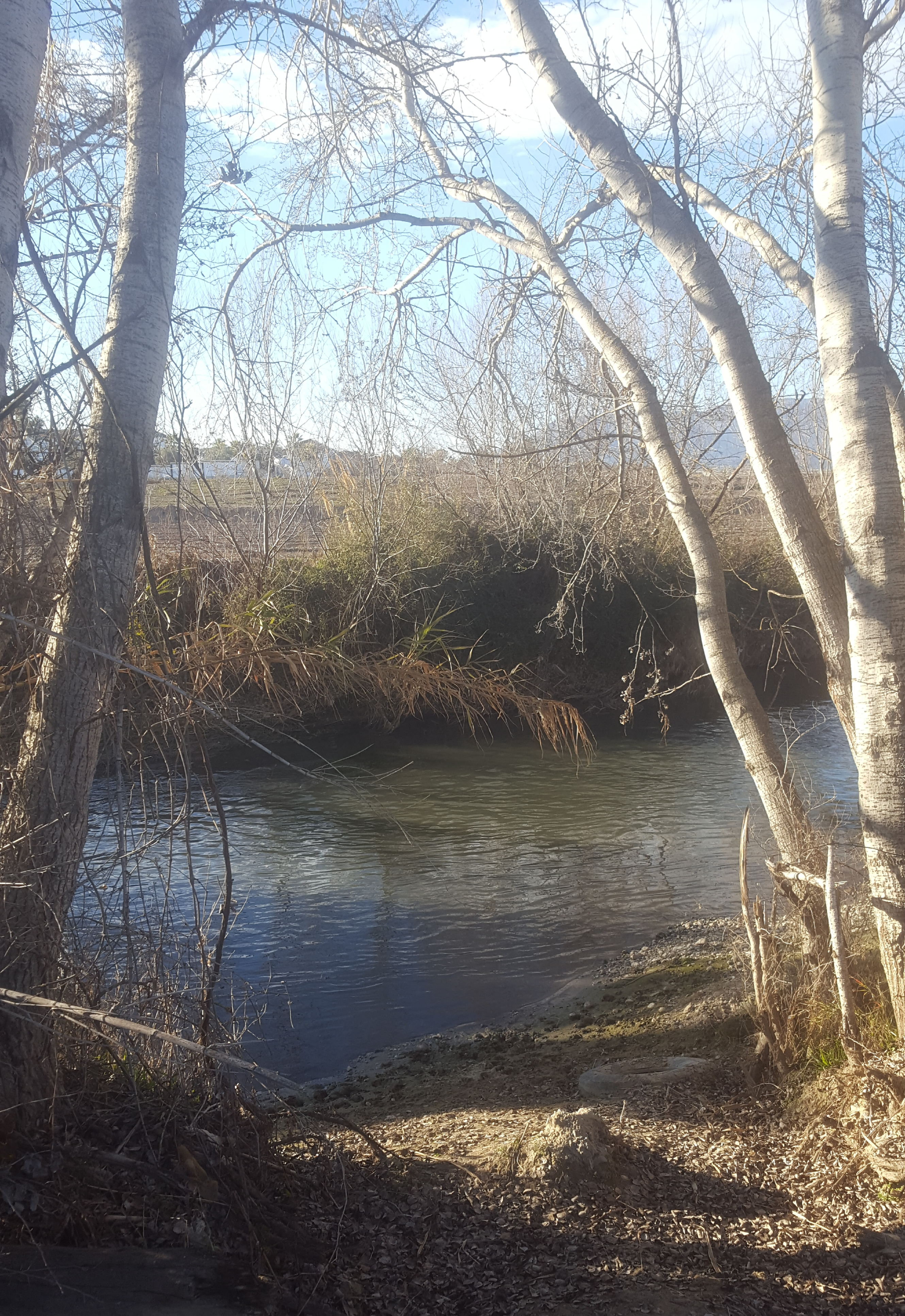
El río Genil a su paso por Láchar

Cercanos a Lacen —nombre que dieron los romanos a Láchar— existen yacimientos como las antiguas villae rusticae de Adamucejo (actual Daimuz Bajo) o de Daragoleja, que administrativamente pertenecían a la villa romana de Ilurco.
En la parte occidental del municipio también se encuentra el yacimiento de Los Hornillos, que alberga una serie de estructuras —silos o pozos— de almacenamiento. Estos restos se adscriben al último periodo de la Antigüedad o primeros años de la Edad Media, momento en el cual son frecuentes los llamados «campos de silos», y la población se traslada a asentamientos de altura, que proporcionan mayor protección, abandonando los poblados en llano.
En el año 709 aparece en las crónicas la construcción de un palacete visigodo por parte del conde Don Julián, gobernador de Ceuta y Tánger. Según la leyenda, el conde llevó a su hija al palacio real de Toledo como dama de compañía de la reina Egilona, y allí supuestamente fue ultrajada por el rey Don Rodrigo; entonces Don Julián mandó construir un palacete en Láchar para ocultar a su hija de las garras del rey. Pero, deseoso de venganza, Don Julián dejó pasar a los árabes a la península ibérica, quienes derrotaron a Don Rodrigo en la batalla de Guadalete, dando inicio así la invasión musulmana de forma imparable.

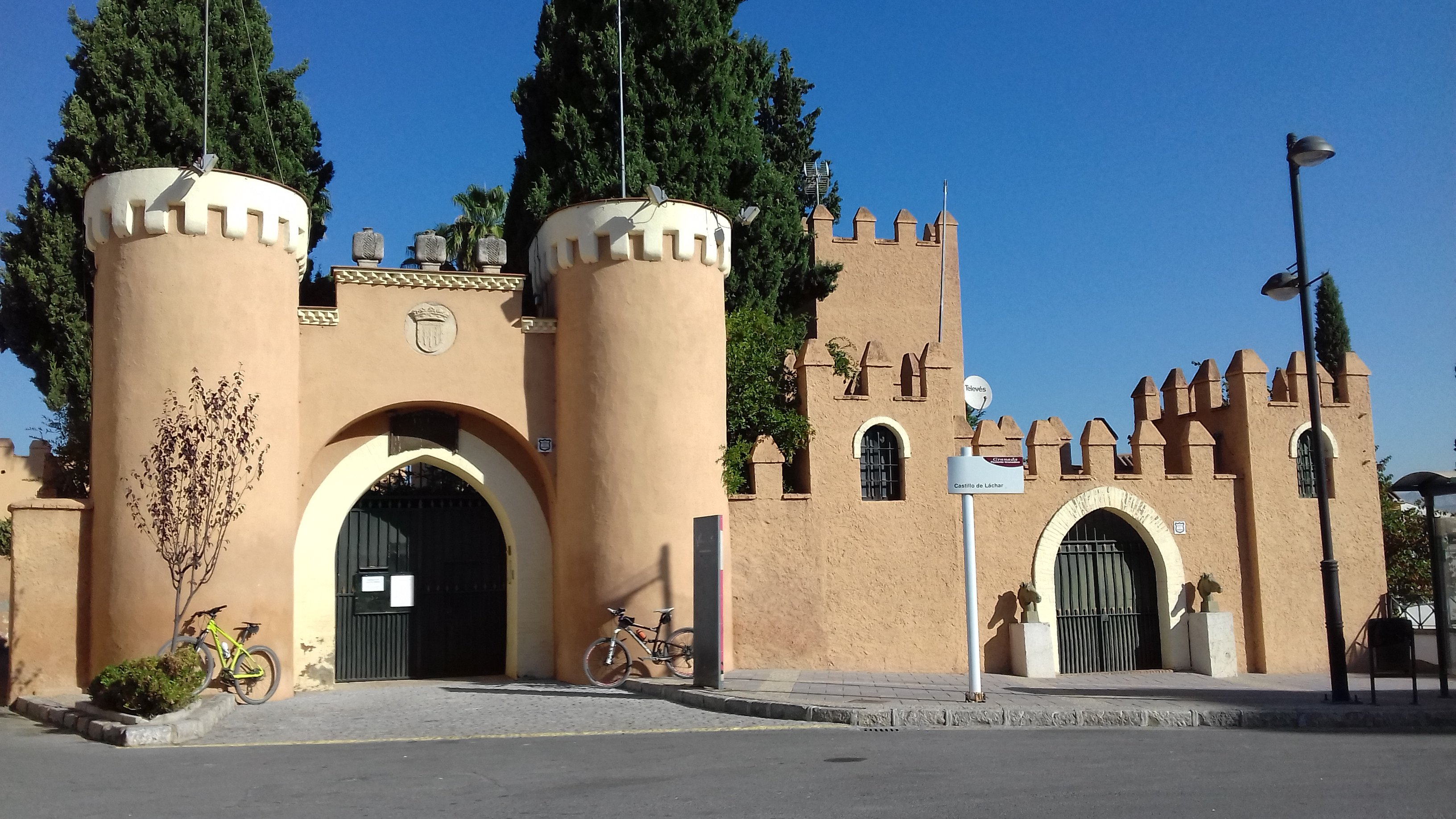
Vista del castillo de Láchar

Sin embargo, las primeras fuentes escritas que hacen referencia a una torre o edificación fortificada en Láchar, y que se conserven hoy en día, datan de finales del reinado nazarí. Es precisamente en esta etapa árabe cuando aparece la alquería de al-Áchar, cuyas tierras llegaron a pertenecer a la reina Aixa, madre de Boabdil.
En 1431, durante la Reconquista cristiana y poco antes de la batalla de La Higueruela, el condestable Álvaro de Luna asoló este sitio junto con otras alquerías de la Vega con la intención de evitar el abastecimiento de alimentos a la ciudad de Granada, según se recoge en la Crónica del Halconero.
Tras la guerra, los Reyes Católicos asignaron las tierras a Fernando Sancho de Cañaveral, por entonces comendador de campo del rey Fernando de Aragón y fundador del mayorazgo de Benalúa.
En el 1781, los Benalúa adoptaron el título de conde, concedido por Carlos III a José Miguel de Cañaveral y Mesía por sus servicios prestados, y Láchar se convirtió en señorío.
A mediados del siglo XIX en el Diccionario geográfico-estadístico-histórico de España y sus posesiones de Ultramar de Pascual Madoz se describe de esta manera la población:

Lugar con ayuntamiento en la provincia, diócesis, audiencia territorial y capitanía general de Granada (a cuatro leguas), partido judicial de Santafé (a dos leguas). Situado sobre una pedriza en la carretera general de Granada á Málaga, con buenas vistas. Clima sano, muy combatido de los vientos, padeciéndose más comunmente fiebres intermitentes. Tiene 115 casas, una calle, varias callejuelas, una pequeña plaza, escuela de niños, dotada con 750 reales. Iglesia parroquial. de Ntra. Sra. del Rosario, propia del conde de Benalua, que era señor jurisdiccional del pueblo, y sostenía el culto. Es aneja de Santafé, y la sirve un teniente. Confina el término Norte con el río Genil, que pasa á unas 300 varas del pueblo, el cual se surte de sus aguas; Este con Cijuela; Sur Chimeneas, y Oeste Trasmulas. El terreno es de secano y de riego con las aguas del río [...] Caminos: la espresada carretera y los locales de herradura. Producción principal: trigo, cebada, habas, habichuelas, garbanzos, yeros, lino, cáñamo, aceite, sandías y melones; se surte de leñas del inmediato soto de Roma. Industria: la agrícola, un horno de teja y ladrillo. Población: 112 vecinos, 509 almas [...]
Pascual Madoz (1850)

En 1870, el conde de Benalúa y las Villas pasa a ser el duque de San Pedro de Galatino, cuyo título rehabilitó formalmente en 1905; éste, en un viaje a América, descubrió el cultivo de la remolacha y a su vuelta decidió implantarlo en la Vega granadina, haciendo en Láchar una fábrica azucarera y el canal de riego que aún se conserva: el Canal del Duque. Además de una central eléctrica —convirtiéndose así en uno de los primeros pueblos con electricidad de la zona—, Julio Quesada-Cañaveral también planteó un primer proyecto para la construcción del hoy embalse de los Bermejales, con intención de mejorar las posibilidades de riego de sus tierras, pero no llegó a realizarse. Igualmente, hizo edificar una fábrica de harina que molía 24 000 kilos diarios, un horno de pan, y puso en marcha el ferrocarril secundario que unió durante medio siglo a Láchar con la estación de Íllora, necesario para dar salida a la producción de estas fábricas.

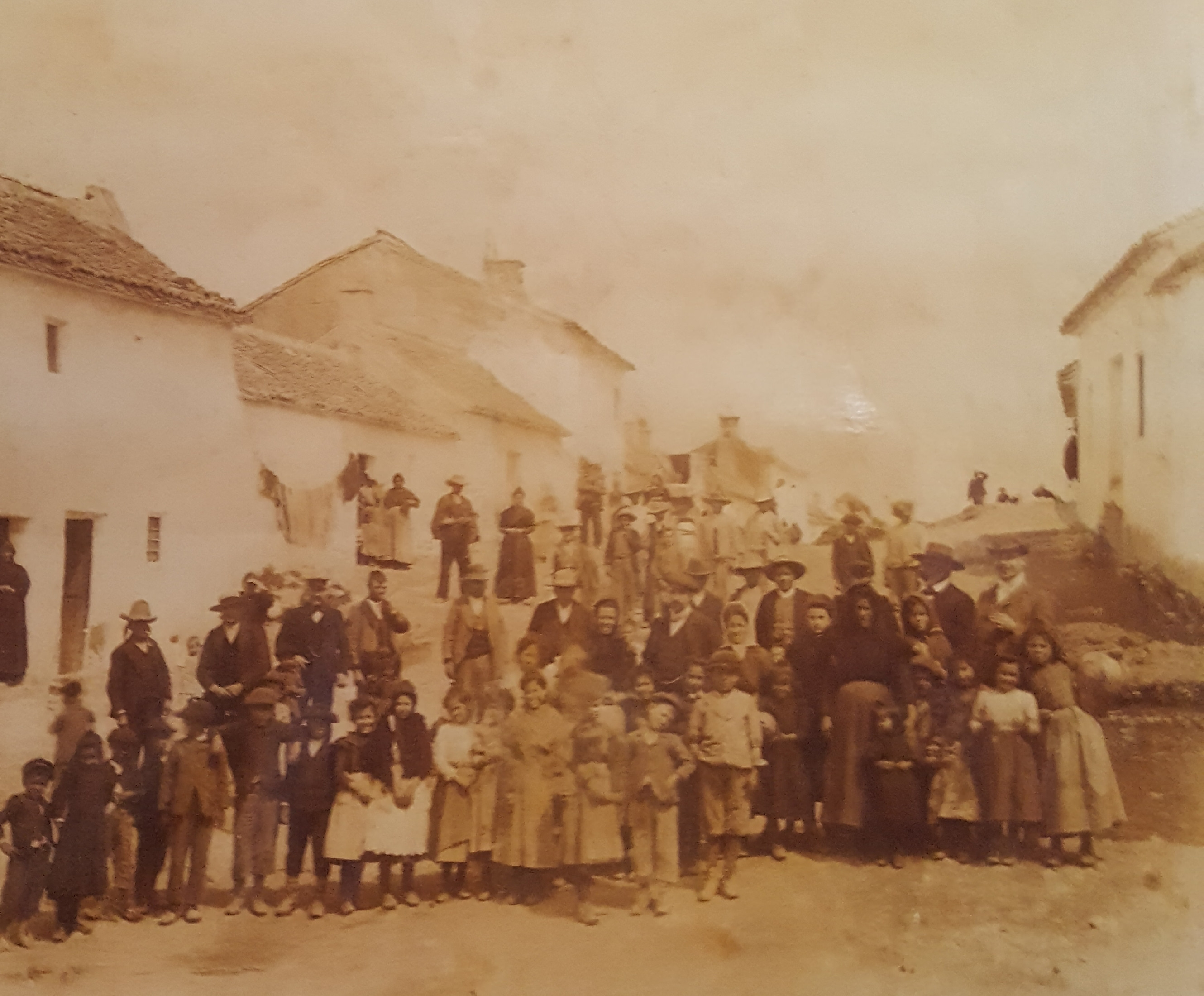
Imagen tomada a los vecinos de la calle Ancha de Láchar en 1890

En los años en los que vivió el duque en Láchar pasaron por su castillo numerosas personalidades de la época invitadas por él, entre las que destaca el rey Alfonso XIII —quien se hospedó en dicho palacio en una decena de ocasiones; el duque de San Pedro había sido amigo íntimo de su padre, Alfonso XII—, el duque de Connagaugth —hijo de la reina Victoria— acompañado del escritor británico Arthur Conan Doyle —célebre creador del detective ficticio más famoso del mundo: Sherlock Holmes—, los duques de Alba y Medinaceli, el marqués de Viana, o el afamado pintor valenciano Joaquín Sorolla, que plasmaría su visita de 1917 en un cuadro llamado Capilla de la finca de Láchar que actualmente se encuentra en el Museo Sorolla de Madrid. Esto se debe a que en Láchar y Trasmulas existía en aquel entonces uno de los cotos de caza de perdices, liebres y patos más importantes del sur de España.
Precisamente Alfonso XIII se encontraba de cacería en Láchar cuando se produjo el asesinato del rey de Portugal Carlos I, que dio paso a la instauración de la república en el país luso. El duque de San Pedro hizo instalar en el castillo líneas telefónicas y telegráficas para hacer posible que el monarca estuviera comunicado en todo momento con el Consejo de Ministros, presidido por Antonio Maura. El monarca, al recibir la noticia y por motivos de seguridad, abandonó inmediatamente Láchar para dirigirse a Sevilla y seguir desde allí los acontecimientos.

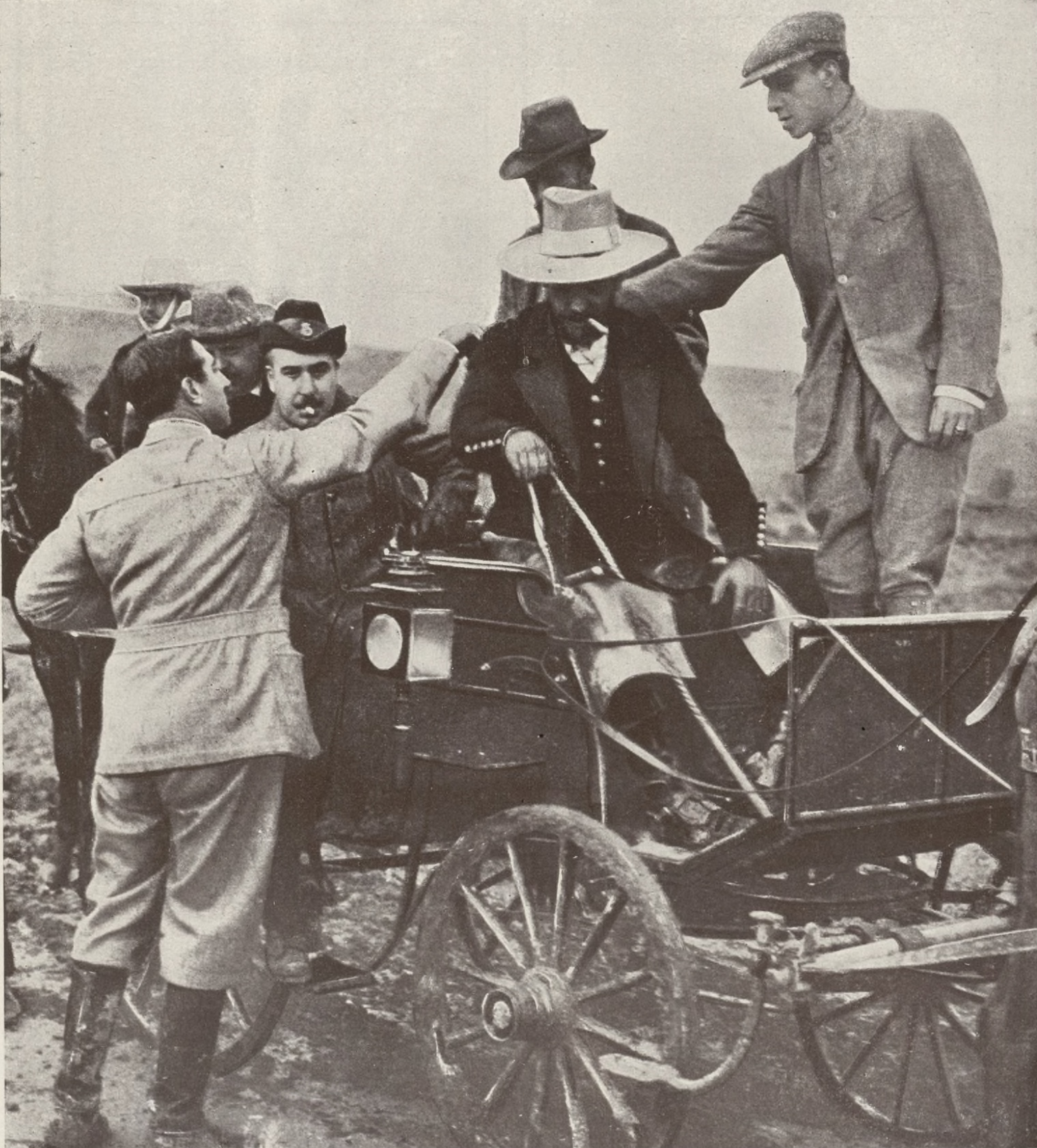
El rey Alfonso XIII en Láchar acompañado por los duques de San Pedro de Galatino y Arión, el marqués de Viana y otros invitados, el 30 de noviembre de 1906

Otro hecho de singular importancia que aconteció estando el monarca en Láchar guarda relación con el intento de participación de España en la Primera Guerra Mundial, cuando ésta estaba a punto de terminar. Durante la cacería, un enviado del Káiser Guillermo II fue recibido en el castillo de Láchar por el propio rey, lo que hizo que se pusiera en evidencia la neutralidad del Gobierno de España en ese conflicto. La consecuencia de esa entrevista dio lugar a un escándalo político en las Cortes, en las que el rey fue acusado de intentar romper la neutralidad española en la guerra. El conde de Romanones, primer ministro, instó al monarca para que no acudiese más a las cacerías en Láchar. Seguramente tendría los datos de que el encuentro con el enviado del káiser pudo ser promovido y facilitado por el propio duque de San Pedro. Lo cierto es que, este incidente unido a que se pensaba que el tren del rey podría ser objeto de algún atentado cuando se dirigiera a Láchar, hizo que Alfonso XIII dejara de acudir a las cacerías. Hay que resaltar la enemistad personal del duque de San Pedro con el conde de Romanones, que pudo también propiciar el fin de las visitas del rey a Láchar.
Durante la Segunda República, en el año 1934, el duque entregó voluntariamente sus tierras al pueblo, siendo así Láchar un pionero en la reforma agraria. Dos años después tuvo lugar el episodio más cruento que se vivió en la localidad durante el transcurso de la guerra civil española: en torno al 21 de agosto de 1936, catorce hombres y doce mujeres de Láchar fueron detenidos, trasladados a Las Gabias, y posteriormente fusilados junto al cementerio gabirro, donde actualmente siguen enterrados sus restos en alguna fosa común.

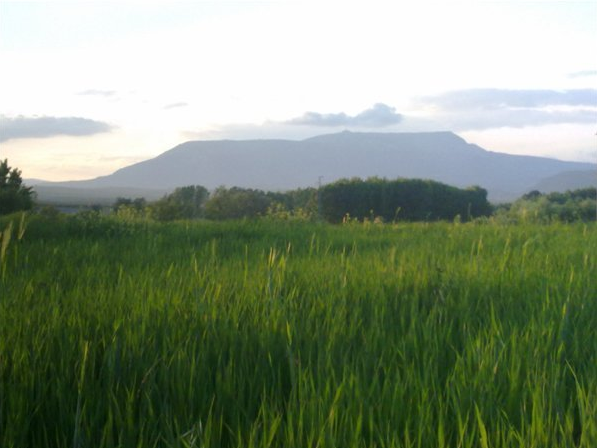
Vista de la sierra de Parapanda desde la antigua vaquería de Puleva de la localidad de Láchar

Tras la contienda, ya en 1940, el Instituto de Colonización Agraria compró la finca que quedaba en posesión de los Benalúa. Junto con el palacete se edificó una capilla en la que fueron enterrados los miembros de esa familia, hasta que se hizo necesario ampliar la construcción y los restos fueron trasladados a la catedral de Granada. Actualmente el título de 'duque San Pedro y señor de Láchar' lo ostenta otra persona que no vive en la localidad.
En la década de 1960 fue creada en su término municipal la localidad de Peñuelas por el Instituto Nacional de Colonización, convirtiéndose desde entonces en la única pedanía lachareña. El día 25 de junio de 1964 el príncipe Juan Carlos visitó el pueblo. Las crónicas dicen que llegó a Láchar al frente de un numeroso séquito formado por diversos directores generales y el ingeniero jefe de la Confederación Hidrográfica del Guadalquivir, entre otros.
No fue hasta los primeros años del siglo XXI cuando Láchar experimentó un gran crecimiento demográfico y se convirtió en una ciudad dormitorio de Granada, teniendo en cuenta la cercanía a la capital, las excelentes vías de comunicación, y un precio del suelo inferior al de otras localidades cercanas.

## Geografía

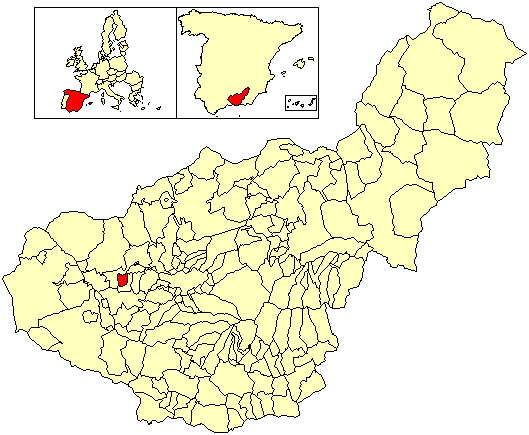
Extensión del municipio en la provincia de Granada

### Situación
Integrado en la comarca de la Vega de Granada, se encuentra situado a 24 kilómetros de la capital provincial, a 101 de Jaén, a 176 de Almería y a 297 de Murcia. El término municipal está atravesado por la autovía A-92, que conecta las ciudades de Málaga y Sevilla con Granada, Almería y Murcia.
Limita al noreste con Fuente Vaqueros, al este y sur con Cijuela, y al oeste y norte con Pinos Puente.
| Noroeste: Pinos Puente           | Norte: Pinos Puente | Nordeste: Fuente Vaqueros |
| Oeste: Pinos Puente              |                     | Este: Cijuela             |
| Suroeste: Pinos Puente y Cijuela | Sur: Cijuela        | Sureste: Cijuela          |

### Barrios
Los núcleos de Láchar y Peñuelas se dividen geográficamente en diez barrios:
Barrio Bajo
Situado en la parte más septentrional de Láchar. En él se encuentra el casco antiguo de la localidad, el colegio público "Francisca Hurtado", el centro de formación, y el parque Antonio Machado. Entre las principales vías destacan la calle Nueva, calle Ancha, calle Huerta, el comienzo de la calle León Felipe así como una de las márgenes de la calle Real.
Barrio del Castillo
Situado en la parte noroccidental de Láchar. En él se ubica el castillo, el polideportivo municipal, el hogar del pensionista, la plaza Picasso y el parque Practicante Pelayo. Entre las principales vías destacan el final de la calle Real, avenida de Peñuelas, calle Olimpo y camino de la Vega. Es la entrada a la localidad desde la autovía y desde las carreteras de Peñuelas y Valderrubio.
Barrio Centro

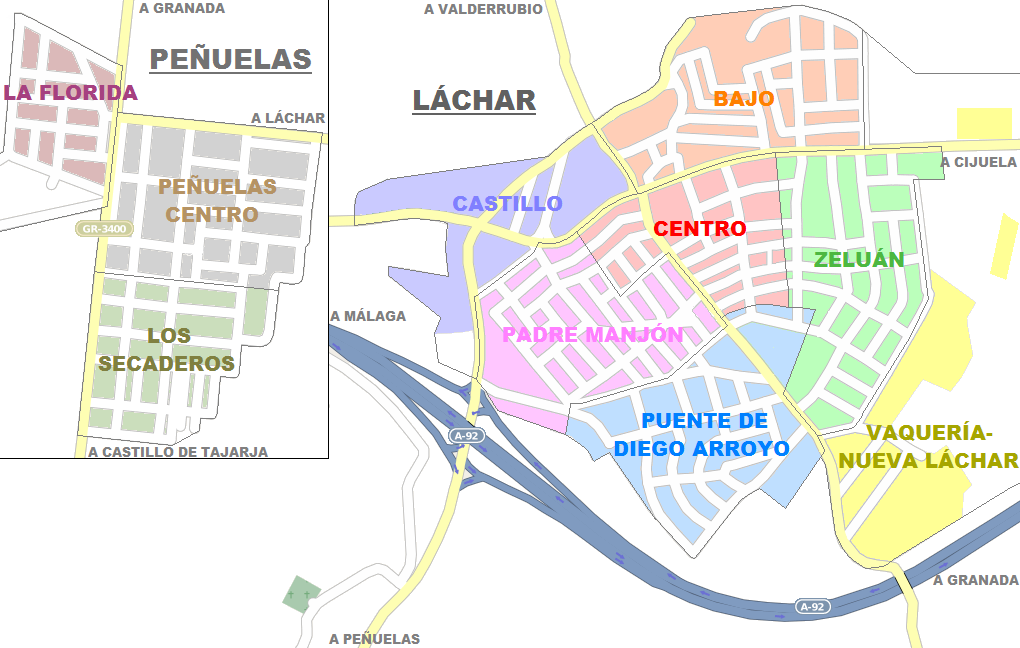
Barrios de Láchar

Situado en la parte central de Láchar, como su propio nombre indica. En él se encuentra el ayuntamiento, la iglesia de Ntra. Señora del Rosario, la guardería pública, la oficina de Correos, la jefatura local de policía, el pabellón de usos múltiples, la plaza Presidente Adolfo Suárez —donde cada viernes se celebra el mercadillo—, plaza General Gutiérrez Mellado, y los principales comercios de la localidad. Las vías más importantes son la calle Real, calle Mediodía, calle Reyes Católicos y calle Veintiséis de Julio.
Barrio de la Ladera
Situado en la parte meridional de Láchar, junto a la autovía. En él se encuentra la residencia de ancianos, el recinto ferial José Santiago, una pista de tenis y dos parques. Entre las principales vías destacan la calle Isaac Newton, avenida Rodríguez Acosta, calle Simón Bolívar y el principio de las calles Tierno Galván y Pintor Miró.
Barrio de La Florida
Situado en la parte noroccidental de Peñuelas, cerca del límite con el municipio de Pinos Puente. Se trata de una urbanización creada en la década de 1990. En él se encuentra el parque de La Florida. Entre las principales vías destacan la calle Girasoles, calle Los Pinos y calle Claveles.
Barrio del Padre Manjón

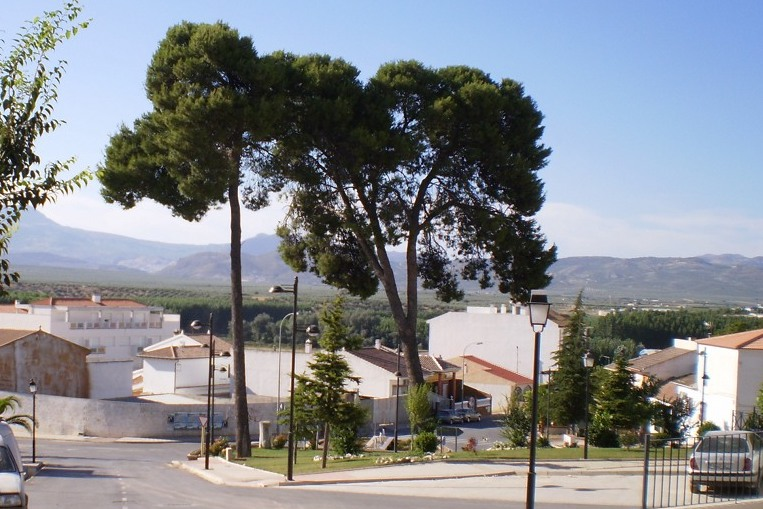
Gran Vía de Colón, en el barrio del Padre Manjón

Situado en la parte occidental de Láchar. En él se encuentra el cuartel de la Guardia Civil y diversas plazoletas. Las calles más importantes son Gran Vía de Colón, calle Mediodía, calle Ganivet y una margen de las calles Tierno Galván y Pintor Miró. Fue creado en la década de 1980, en una zona que ocupaba hasta entonces un extenso pinar del que actualmente sólo quedan dos únicos ejemplares junto al comienzo de Gran Vía.
Barrio Peñuelas Centro
Situado en la parte centro-norte de Peñuelas. En él se encuentra la iglesia de San Pío X, el colegio público "Los Pinares", el polideportivo de Peñuelas, la oficina administrativa del ayuntamiento de Láchar en Peñuelas, la biblioteca municipal, la guardería, la plaza Mayor y los principales comercios de la localidad. Las vías más importantes son el paseo de la Constitución, la calle Redonda, la calle Granada y el comienzo de la calle Fray Leopoldo de Alpandeire.
Barrio de Los Secaderos
Situado en la parte meridional de Peñuelas, cerca del límite con los municipios de Cijuela y Pinos Puente. En él se encuentra el consultorio médico de la localidad y el pabellón de usos múltiples "Rosa López". Entre las principales vías destacan el final de la calle Fray Leopoldo de Alpandeire, el paseo de la Constitución y la calle Agua.
Barrio de la Vaquería-Nueva Láchar (o Láchar Este)
Situado en el extremo oriental de Láchar, justo en el límite con Cijuela, de la que la divide un pequeño barranco. Desde 2009 constituye la principal zona de expansión del núcleo lachareño, con la realización de nuevas calles y avenidas. En él se encuentra el polígono industrial Salema, y la antigua vaquería de Puleva, hoy abandonada. Las principales vías serán calle Doctor Palomo Crespo, calle Doctor Indalecio Caballero y calle Santa Lucía.
Barrio del Zeluán

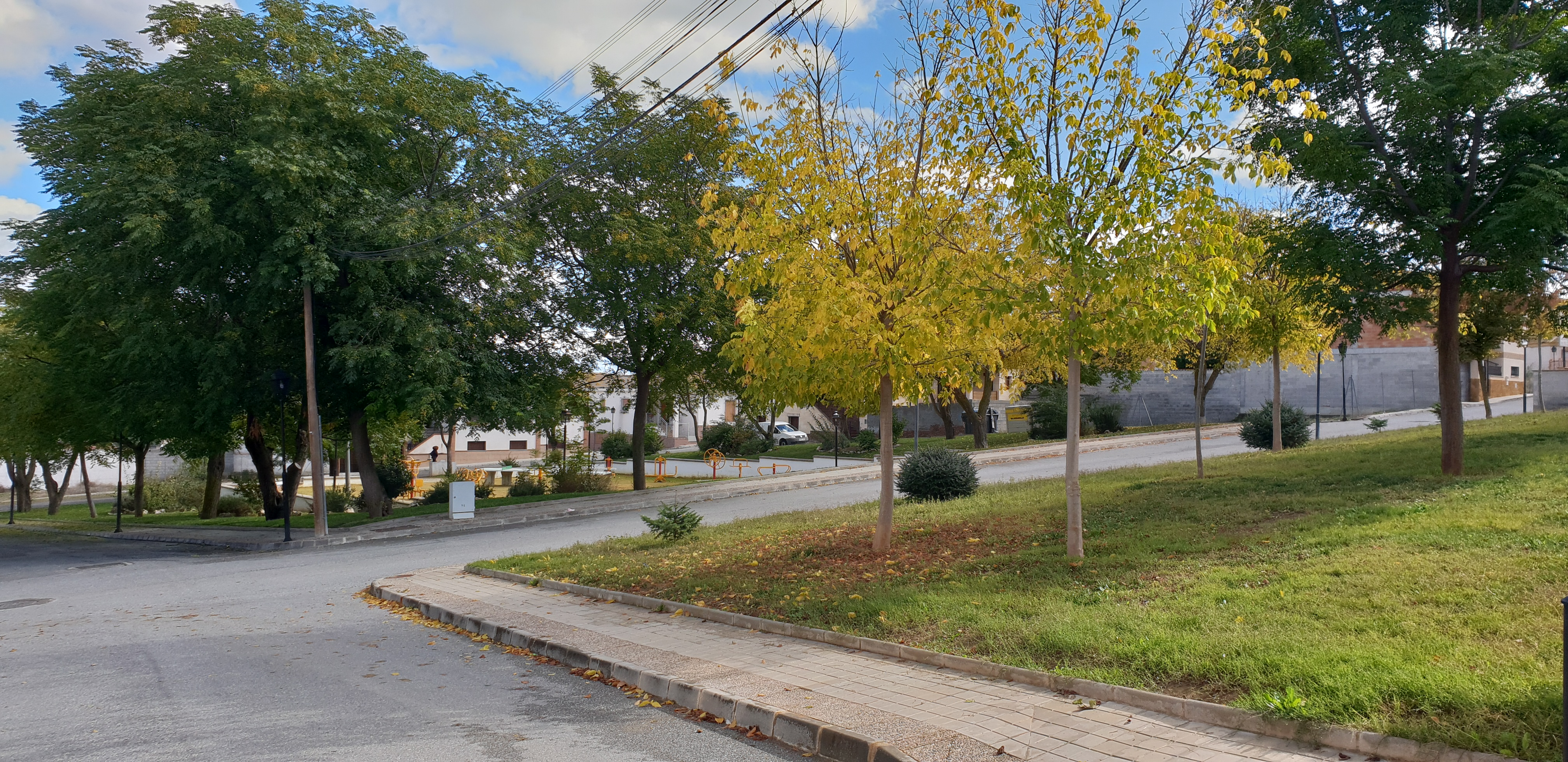
Parque Al-Áchar, en el barrio del Zeluán

Situado en la parte oriental de Láchar. En él se encuentra el nuevo consultorio médico, la biblioteca municipal "Almudena Grandes" y el parque Al-Áchar. Entre las principales vías destacan la avenida de Granada, calle Pintor Sorolla, el resto de la calle León Felipe así como el comienzo de la calle Real. Actualmente constituye la entrada de Láchar desde Cijuela, aunque está planeada la urbanización de la zona que va desde dicho barrio hasta el límite con el municipio cijueleño: el barrio de la Vaquería-Nueva Láchar.

### Clima
El clima de Láchar es de tipo mediterráneo continentalizado: fresco en invierno, con abundantes heladas; y caluroso en verano, con máximas sobre los 35 °C. La oscilación térmica es grande durante todo el año, superando muchas veces los 20 °C en un día. Las lluvias, ausentes en verano, se concentran en el invierno y son escasas durante el resto del año.
| Parámetros climáticos promedio de Láchar              | Parámetros climáticos promedio de Láchar | Parámetros climáticos promedio de Láchar | Parámetros climáticos promedio de Láchar | Parámetros climáticos promedio de Láchar | Parámetros climáticos promedio de Láchar | Parámetros climáticos promedio de Láchar | Parámetros climáticos promedio de Láchar | Parámetros climáticos promedio de Láchar | Parámetros climáticos promedio de Láchar | Parámetros climáticos promedio de Láchar | Parámetros climáticos promedio de Láchar | Parámetros climáticos promedio de Láchar | Parámetros climáticos promedio de Láchar |
| Mes                                                   | Ene.                                     | Feb.                                     | Mar.                                     | Abr.                                     | May.                                     | Jun.                                     | Jul.                                     | Ago.                                     | Sep.                                     | Oct.                                     | Nov.                                     | Dic.                                     | Anual                                    |
| ----------------------------------------------------- | ---------------------------------------- | ---------------------------------------- | ---------------------------------------- | ---------------------------------------- | ---------------------------------------- | ---------------------------------------- | ---------------------------------------- | ---------------------------------------- | ---------------------------------------- | ---------------------------------------- | ---------------------------------------- | ---------------------------------------- | ---------------------------------------- |
| Temp. máx. media (°C)                                 | 13.0                                     | 15.3                                     | 18.6                                     | 20.1                                     | 24.6                                     | 30.0                                     | 34.4                                     | 33.9                                     | 29.4                                     | 22.7                                     | 17.2                                     | 13.5                                     | 22.7                                     |
| Temp. media (°C)                                      | 6.7                                      | 8.5                                      | 11.0                                     | 12.8                                     | 16.8                                     | 21.4                                     | 24.8                                     | 24.5                                     | 20.9                                     | 15.5                                     | 10.7                                     | 7.6                                      | 15.1                                     |
| Temp. mín. media (°C)                                 | 0.3                                      | 1.8                                      | 3.4                                      | 5.6                                      | 9.0                                      | 12.9                                     | 15.2                                     | 15.0                                     | 12.4                                     | 8.2                                      | 4.2                                      | 1.8                                      | 7.5                                      |
| Precipitación total (mm)                              | 41                                       | 38                                       | 30                                       | 38                                       | 28                                       | 17                                       | 4                                        | 3                                        | 16                                       | 42                                       | 48                                       | 53                                       | 357                                      |
| Fuente: Agencia Estatal de Meteorología, España (ed.) |                                          |                                          |                                          |                                          |                                          |                                          |                                          |                                          |                                          |                                          |                                          |                                          |                                          |

## Demografía
Cuenta con una población de 3826 habitantes (INE 2024), que se distribuyen de la siguiente manera:

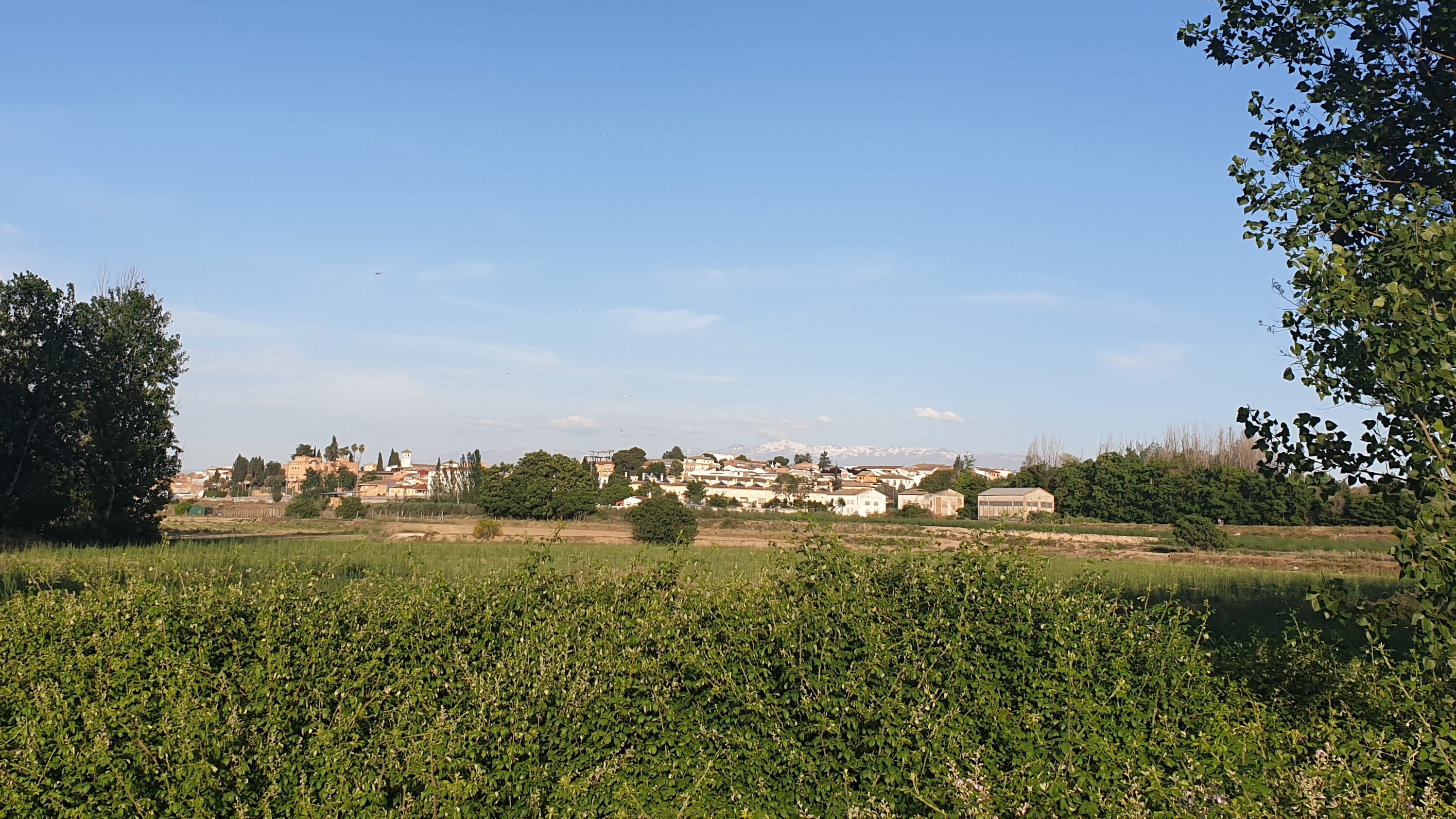
Vista de Láchar desde la vega

| Unidad poblacional | Hab. |
| ------------------ | ---- |
| Láchar             | 3045 |
| Peñuelas           | 750  |
| diseminado         | 10   |
| TOTAL              | 3805 |

### Evolución de la población
El municipio de Láchar ha cuadruplicado su población en algo más de un siglo:
| Gráfica de evolución demográfica de Láchar entre 1842 y 2021                                                        |
| |
| Población de derecho según los censos de población del INE Población de hecho según los censos de población del INE |

## Economía

### Evolución de la deuda viva municipal
El concepto de deuda viva contempla sólo las deudas con cajas y bancos relativas a créditos financieros, valores de renta fija y préstamos o créditos transferidos a terceros, excluyéndose, por tanto, la deuda comercial.
| Gráfica de evolución de la deuda viva del Ayuntamiento de Láchar entre 2008 y 2022                                |
| |
| Deuda viva del Ayuntamiento de Láchar en miles de euros según datos del Ministerio de Hacienda y Función Pública. |

## Administración y política
El alcalde de Láchar entre 1983 y 1995, Luis Pérez Funes, de Izquierda Unida, fue condenado en 1999 a siete meses de prisión y 50 000 pesetas de multa por un delito de falsedad en documento público en un fraude al Plan de Empleo Rural (PER) durante su mandato.

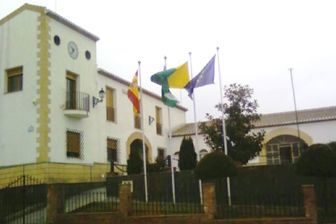
Ayuntamiento de Láchar

El entonces alcalde, para quien el ministerio público había solicitado una pena inicial de nueve años de prisión y siete de inhabilitación por delito de estafa y otros dos años y cuatro meses de prisión por un delito de falsedad, llegó a un acuerdo con el fiscal para declararse culpable a cambio de que se retirase la acusación de estafa y se rebajase la pena por el delito de falsedad, por lo que la condena finalmente no supuso la entrada en prisión.
Su sucesor, el socialista Francisco Javier «Paco» Montiel Olmo, se vio obligado a declarar en noviembre de 2008 como imputado por un presunto delito de prevaricación urbanística al haber dado licencia de primera ocupación a una promoción de veinticuatro viviendas sin los informes de los técnicos municipales ni del secretario del ayuntamiento. Finalmente el caso fue sobreseído.
Tras casi dos décadas en el cargo, en marzo de 2014 presentó la dimisión como alcalde, siendo sustituido por su compañera de partido, María Angustias Viedma Capilla.
De 2015 a 2023 gobernó Mari Nieves López Navarro por Izquierda Unida, sin mayoría absoluta. Desde junio de 2023 hasta junio de 2024 ostentó el cargo Pedro Sánchez Ferrer por el PSOE, igualmente en minoría.
Tras el escándalo por unas supuestas escuchas ilegales, en las que se hablaba de falsificar facturas y comentarios presuntamente de índole racista y xenófobo, ese mes tuvo lugar la primera moción de censura de la historia del municipio, saliendo elegida como alcaldesa Elisabeth Barnés Rodríguez, de IU en coalición con el PP, partido que ostenta desde entonces la tenencia de alcaldía y la alcaldía pedanea de Peñuelas.
Los resultados en Láchar de las últimas elecciones municipales, celebradas en mayo de 2023, son:
| Elecciones Municipales - Láchar (2023) | Elecciones Municipales - Láchar (2023)        | Elecciones Municipales - Láchar (2023) | Elecciones Municipales - Láchar (2023) | Elecciones Municipales - Láchar (2023) |
| Partido político                       | Partido político                              | Votos                                  | Votos                                  | Concejales                             |
| -------------------------------------- | --------------------------------------------- | -------------------------------------- | -------------------------------------- | -------------------------------------- |
|                                        | Partido Socialista Obrero Español (PSOE)      | 870                                    | 41,33 %                                | 5                                      |
|                                        | Izquierda Unida Para la Gente (PARA LA GENTE) | 864                                    | 41,04 %                                | 4                                      |
|                                        | Partido Popular (PP)                          | 348                                    | 16,53 %                                | 2                                      |

### Alcaldes
| Legislatura | Nombre                                                                               | Grupo      |
| ----------- | ------------------------------------------------------------------------------------ | ---------- |
| 1979-1983   | José Santiago Jiménez                                                                | PSOE       |
| 1983-1987   | Luis Pérez Funes                                                                     | PCE        |
| 1987-1991   | Luis Pérez Funes                                                                     | IU         |
| 1991-1995   | Luis Pérez Funes                                                                     | IU         |
| 1995-1999   | Francisco Javier Montiel Olmo                                                        | PSOE       |
| 1999-2003   | Francisco Javier Montiel Olmo                                                        | PSOE       |
| 2003-2007   | Francisco Javier Montiel Olmo                                                        | PSOE       |
| 2007-2011   | Francisco Javier Montiel Olmo                                                        | PSOE       |
| 2011-2015   | Francisco Javier Montiel Olmo (2011-2014) María Angustias Viedma Capilla (2014-2015) | PSOE       |
| 2015-2019   | María Nieves López Navarro                                                           | IU         |
| 2019-2023   | María Nieves López Navarro                                                           | IU         |
| 2023-act.   | Pedro José Sánchez Ferrer (2023-2024) Elisabeth Barnés Rodríguez (2024-act.)         | PSOE IU/PP |

## Comunicaciones

### Carreteras
Por este municipio metropolitano pasa la autovía A-92, que ofrece dos salidas compartidas para Láchar:
- 221: Láchar, Peñuelas
- 220: Peñuelas, Castillo de Tajarja

En julio de 2008 el gobierno autonómico aprobó un nuevo acceso a la A-92 para la localidad que daría servicio al parque empresarial Duque de San Pedro, pero quedó paralizado tras la crisis económica que se vivió en el país en los años siguientes.
Existen varias carreteras locales que conectan Láchar con Cijuela (la antigua Carretera de Málaga), Valderrubio (GR-NO-33), y Peñuelas (GR-SO-27).
Las principales vías del municipio son:
| Identificador | Denominación                          | Itinerario                     |
| ------------- | ------------------------------------- | ------------------------------ |
| A-92          | Autovía A-92                          | Sevilla - Almería              |
| N-342         | Carretera de Jerez a Puerto Lumbreras | Láchar - Cijuela               |
| GR-3400       | De A-92 a Castillo de Tajarja         | Peñuelas - Castillo de Tajarja |
| GR-NO-33      | De Láchar a GR-3401                   | Láchar - Valderrubio           |
| GR-SO-27      | De Láchar a GR-3400                   | Láchar - Peñuelas              |

Algunas distancias entre Láchar y otras ciudades:
| Ciudades | Distancia (km) | Ciudades | Distancia (km) | Ciudades  | Distancia (km) | Ciudades  | Distancia (km) |
| -------- | -------------- | -------- | -------------- | --------- | -------------- | --------- | -------------- |
| Santa Fe | 10             | Málaga   | 103            | Sevilla   | 226            | Madrid    | 424            |
| Granada  | 24             | Linares  | 144            | Murcia    | 297            | Valencia  | 503            |
| Motril   | 80             | Almería  | 176            | Cartagena | 313            | Zaragoza  | 728            |
| Jaén     | 101            | Córdoba  | 177            | Albacete  | 349            | Barcelona | 861            |

### Autobús

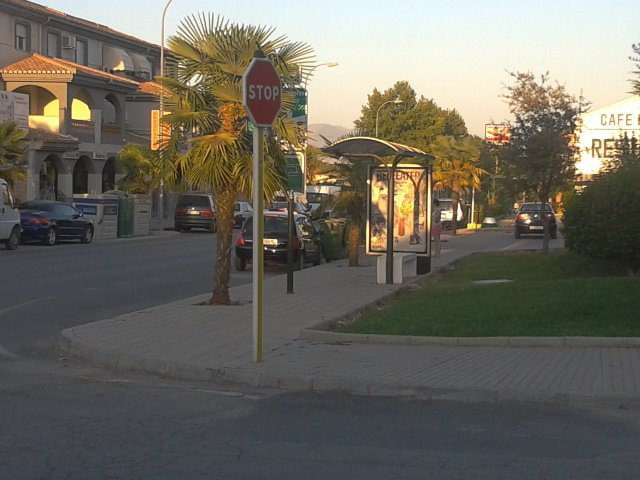
Parada de autobús junto al Zeluán, en la esquina entre las calles Real y León Felipe

Dada su situación en la Vega de Granada y el considerable aumento de la población en el municipio, el servicio público de transportes ha mejorado notablemente. En la actualidad son dos las líneas de autobús del Consorcio de Transporte Metropolitano del Área de Granada que conectan Láchar con el centro de la capital:
- Línea 242: Granada - Santa Fe - El Jau - Chauchina - Romilla - Cijuela - Láchar.
- Línea 340: Granada - Santa Fe - Cijuela - Láchar - Peñuelas.

### Aeropuerto
El Aeropuerto Federico García Lorca de Granada se encuentra a 5 km de la localidad. Por la proximidad a las instalaciones aeroportuarias, Láchar —al igual que el resto de poblaciones cercanas— se ve afectado por pequeñas cuotas de contaminación acústica, provocada por el ruido de las aeronaves al sobrevolar el municipio en las maniobras de despegue y aterrizaje.

## Servicios públicos

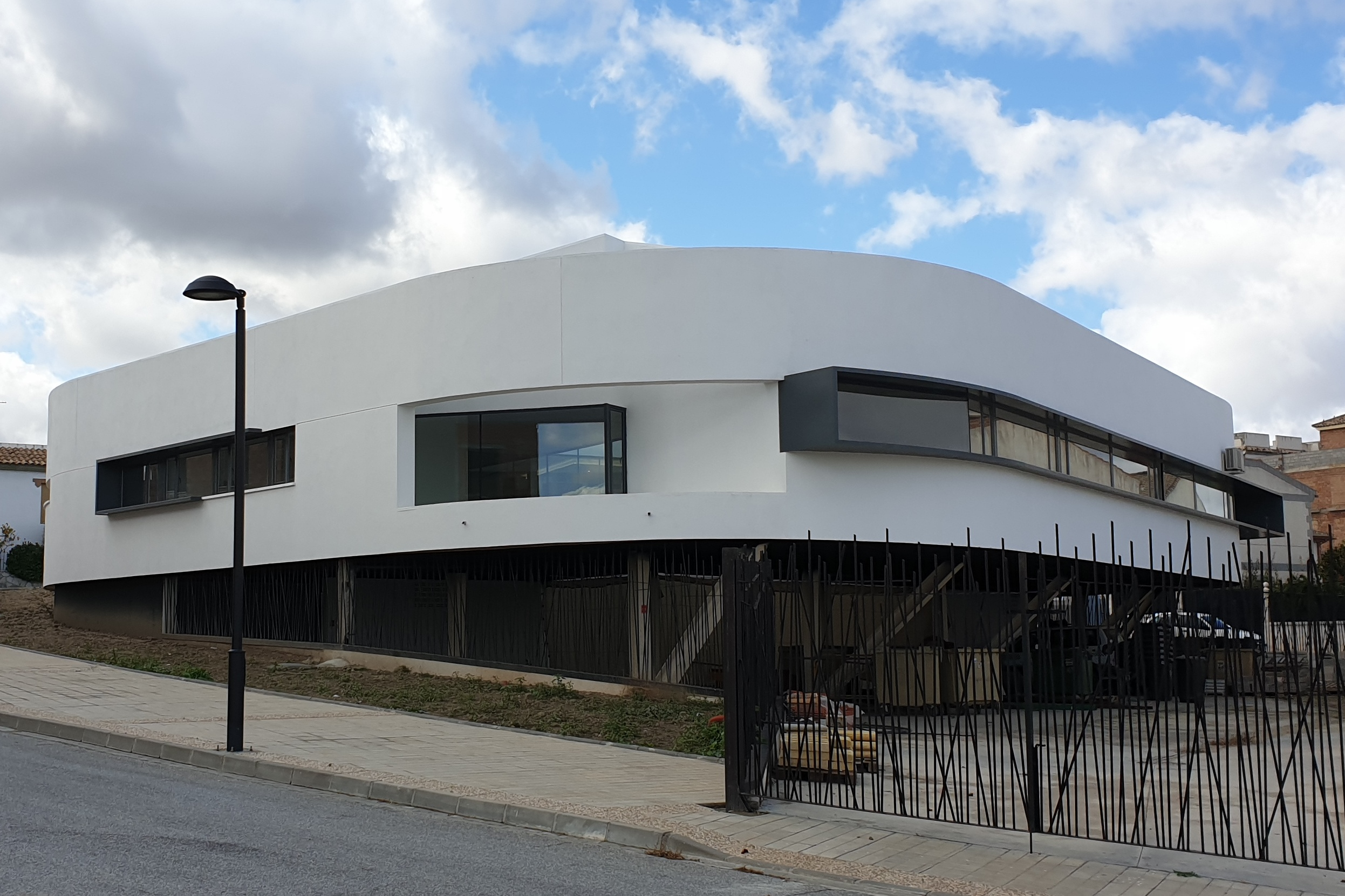
Consultorio médico de Láchar

### Sanidad
El municipio cuenta con dos consultorios médicos de atención primaria situados uno en la calle Buenavista s/n de Láchar —inaugurado en 2019— y el otro en la calle Pinar s/n de Peñuelas, dependientes todos ellos del distrito sanitario Metropolitano de Granada. El servicio de urgencias está en el centro de salud de Santa Fe y el área hospitalaria de referencia es el Hospital Ruiz de Alda de Granada capital.

### Educación
Existen dos centros educativos en el municipio donde se imparten educación infantil, educación primaria y el primer ciclo de la educación secundaria Obligatoria (ESO): el CEIP Francisca Hurtado, en Láchar, y el CPR Los Pinares, en Peñuelas.

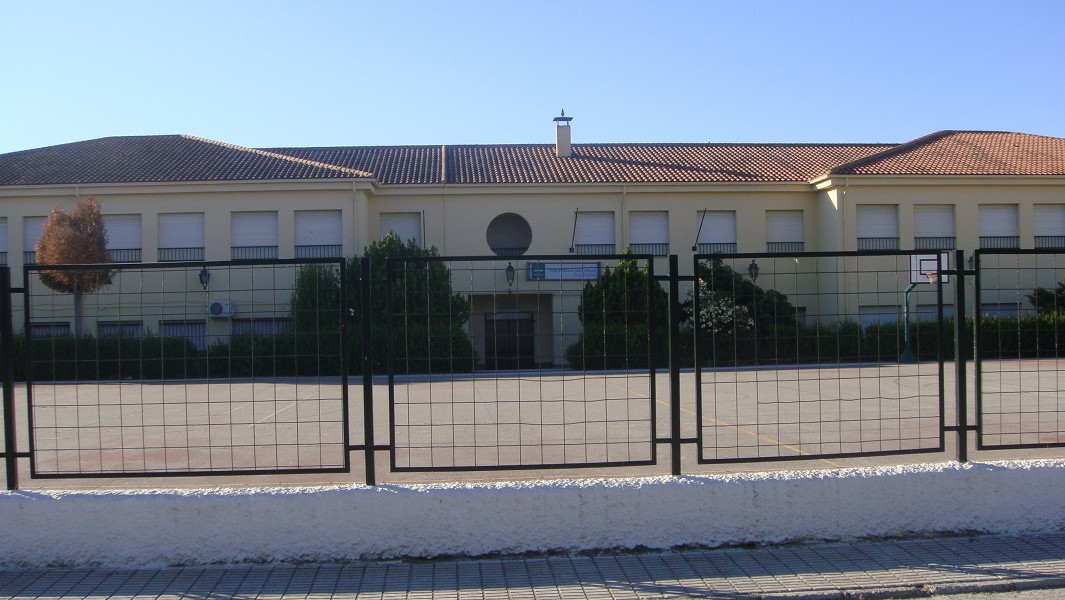
Colegio Francisca Hurtado, en Láchar

El primero de estos colegios públicos ofrece además la Educación Básica Obligatoria para Alumnos con Necesidades Educativas Especiales. El Instituto de educación secundaria más próximo es el IES Arjé, situado en la vecina localidad de Chauchina, donde se realiza el segundo ciclo de la ESO —3.er y 4.º curso—, así como el Bachillerato. El listado completo de centros educativos en el municipio es el siguiente:
| Denominación genérica                    | Nombre del centro      | Naturaleza | Dirección                                                               |
| ---------------------------------------- | ---------------------- | ---------- | ----------------------------------------------------------------------- |
| Centro de educación infantil             | CEI Fantasía           | Privado    | C/ Paraíso, 3                                                           |
| Colegio de educación infantil y primaria | CEIP Francisca Hurtado | Público    | C/ Nueva, 25                                                            |
| Escuela infantil                         | EI Láchar              | Público    | Av. de Andalucía, 7                                                     |
| Sección de educación permanente          | SEP Láchar-Peñuelas    | Público    | C/ Mediodía con Pl. Adolfo Suárez, s/n. Láchar C/ Escuelas, 1. Peñuelas |
| Escuela infantil                         | EI Peñuelas            | Público    | Plz. Mayor, 6. Peñuelas                                                 |
| Colegio público rural                    | CPR Los Pinares        | Público    | C/ Redonda, 14. Peñuelas                                                |

Cabe destacar el numeroso número de alumnos lachareños que realizan sus estudios en centros concertados de Santa Fe: el colegio Carmen Sallés y el colegio La Purísima.

### Justicia y seguridad
Perteneciente al partido judicial de Santa Fe, Láchar cuenta —como la mayoría de municipios españoles— con un juzgado de paz.
La Policía Local de esta localidad dispone de cinco agentes, que complementan la seguridad ofrecida por una dotación de la Guardia Civil en la casa cuartel situada en la calle Duque de San Pedro n.º 2. Dicho cuartel cubre, además de Láchar y Peñuelas, los núcleos urbanos de Castillo de Tajarja, Cijuela, Fuensanta, Romilla, Romilla la Nueva y Trasmulas, y consta de una unidad del Servicio de Protección de la Naturaleza (SEPRONA).

## Cultura

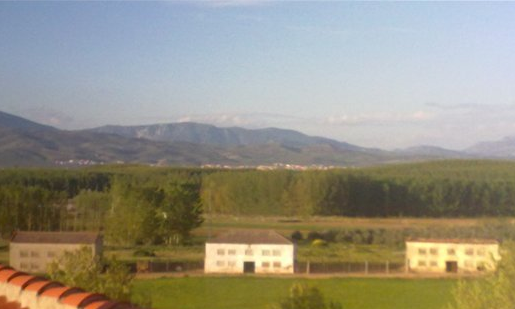
Chozones en la vega granadina junto a la localidad de Láchar

### Patrimonio
Entre sus monumentos destacan el castillo de Láchar, reedificado en el siglo XIX y de propiedad municipal desde 2016; la iglesia parroquial de Nuestra Señora del Rosario, construida en el siglo XX. Y la iglesia parroquial de San Pío X, en la pedanía de Peñuelas, construida en 1959; su retablo fue pintado por el artista almeriense Jesús de Perceval, a quien se le debe en gran parte el nacimiento y desarrollo del movimiento indaliano, que se dio a mediados del siglo XX en Almería, Granada y Murcia.

#### Puente Eiffel
El puente, que une los términos municipales de Láchar y Pinos Puente, fue diseñado por la escuela del francés Gustave Eiffel —arquitecto de la Torre Eiffel— para que el tren salvara el río Genil. Su estructura es de hierro y todas las piezas están unidas o encajadas con remaches, sin soldadura alguna.

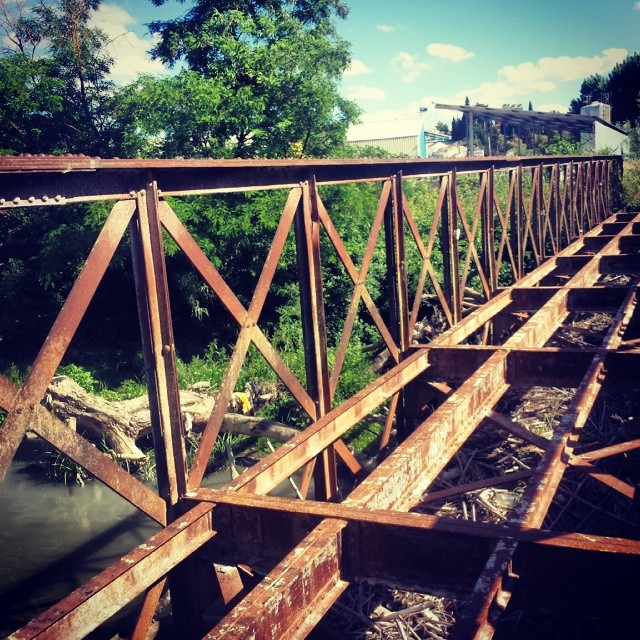
El Puente Eiffel de Láchar

Julio Quesada-Cañaveral, duque de San Pedro y conde de Benalúa vivía en esta localidad por temporadas, y, gracias al ferrocarril recibió la visita de su amigo, el rey Alfonso XIII, entre otras personalidades. El duque poseía casi todo el término municipal y varias azucareras en la Vega. El cultivo decayó, el ferrocarril desapareció y el puente fue utilizado décadas después por los coches, hasta que en 2006 quedara inservible tras el accidente de un vehículo, que provocó la rotura de una pequeña parte de la sujeción y el posterior derrumbamiento de toda la estructura. En la actualidad existe otro puente de mejores proporciones construido junto al anterior.

### Fiestas

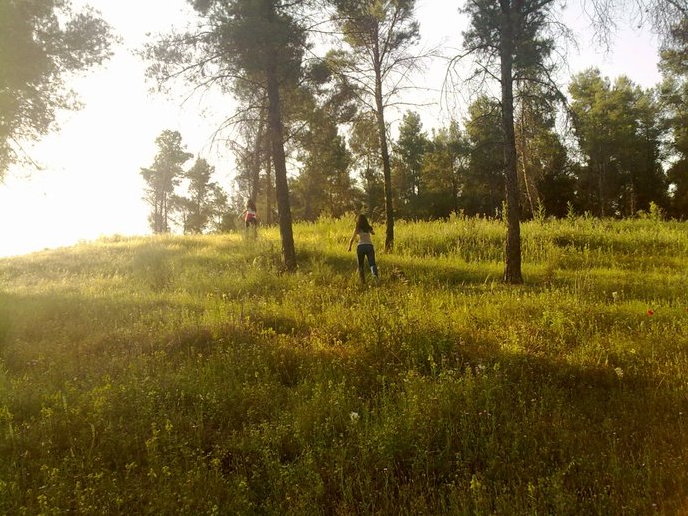
Paraje de "Los Pinares", donde cada mes de mayo se celebra la romería de San Isidro

Las fiestas patronales se celebran la penúltima semana de agosto en honor a la Virgen del Rosario, patrona de la localidad. El 7 de octubre se celebra una misa y posterior procesión con la imagen de la virgen.
El sábado más próximo al 15 de mayo se celebra la romería popular en honor a San Isidro Labrador, santo patrón de la localidad, en la zona conocida como Los Pinares, a la cual asisten los lugareños y foráneos de localidades cercanas para pasar toda la jornada en el campo. También es típico de Láchar, como en el resto de la Vega de Granada, celebrar el 25 de abril el «día de la merendica», donde se junta la gente por la tarde para degustar los populares hornazos acompañados de habas verdes.
Las fiestas patronales de la pedanía de Peñuelas se celebran cada año el último fin de semana de julio o el primero de agosto, en honor a San Pío X.

#### Las candelarias
Cabe destacar la celebración de las tradicionales candelarias en la noche previa al 2 de febrero, donde originariamente se hacían diversas hogueras en cada barrio formadas por palés, muebles viejos, etc, que iban recogiendo los jóvenes durante las semanas anteriores.
Desde el año 2012 se encarga el propio ayuntamiento de organizar las candelarias, situadas una en Láchar junto al recinto ferial y otra a las afueras de Peñuelas, que se realizan principalmente con los restos de las podas llevadas a cabo en las semanas previas a esa fecha. Junto a las hogueras se ofrece gratuitamente a los vecinos patatas asadas, vino o refrescos.

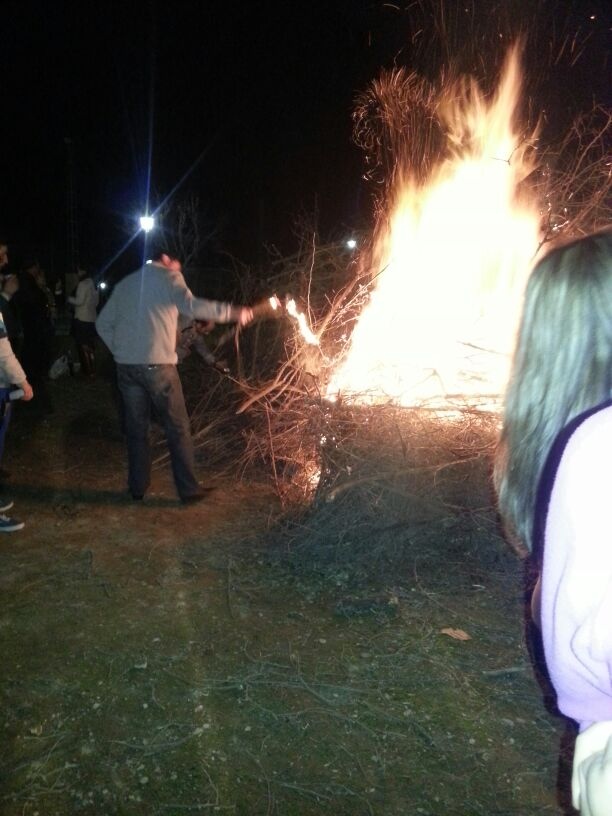
Tradicional hoguera de las candelarias de Láchar

Una vez prendidas las candelarias muchos niños realizan el tradicional «mancheo», es decir, a girar verticalmente el «mancho», que está formado por tocha (esparto seco) y unas cuantas hojas verdes también de esparto. Los «manchos» tienen forma de tea, siendo el resultado de agrupar gavillas de tocha atándolos longitudinalmente mediante las hojas verdes de esparto. Finalmente se trenza uno de los extremos y se hace un nudo en la punta, de forma que todo el conjunto sea resistente al giro vertical.
Para «manchear» hay que acercar el extremo «barbudo» del «mancho» al borde de la hoguera hasta que empieza a prender. Entonces se realiza esa especie de círculos de fuego característicos del «mancheo», que puede durar entre diez y quince minutos en función de su longitud.

## Hermanamiento
- Brenna, Italia